# IEEE 802.16
IEEE 802.16 je řada bezdrátových širokopásmových standardů, které vytvořil Institut pro elektrotechnické a elektronické inženýrství IEEE. Ačkoli je skupina standardů 802.16 oficiálně nazývaná WirelessMAN v IEEE, byl zvolen komerční název „WiMAX“. WiMAX fórum propaguje kompatibilitu produktů založeném na IEEE 802.16 standardu.
802.16e-2005 – vylepšená verze standardu byla vypuštěna do celého světa v roce 2009.
IEEE 802.16-2009 byl nahrazen standardem IEEE 802.16j-2009.

## Druhy standardů 802.16
| Standard               | Description | Status    |
| ---------------------- | --- | --------- |
| 802.16-2001            | Pevný širokopásmový bezdrátový přístup (10–66 GHz) | Nahrazeno |
| 802.16.2-2001          | Doporučené postupy pro koexistenci | Nahrazeno |
| 802.16c-2002           | Systémové profily pro 10–66 GHz | Nahrazeno |
| 802.16a-2003           | Fyzická vrstva a MAC definice pro 2–11 GHz | Nahrazeno |
| P802.16b               | Licence pro výjimku kmitočtů (Projekt ukončen) | Ukončen   |
| P802.16d               | Údržba a systém profilů pro 2–11 GHz (Projekt sloučen s 802.16-2004) | Sloučen   |
| 802.16-2004            | Rozhraní pro pevný širokopásmový bezdrátový přístupový systém | Nahrazeno |
| P802.16.2a             | Koexistence s 2–11 GHz a 23.5–43.5 GHz (Projekt sloučen s 802.16.2-2004) | Sloučen   |
| 802.16.2-2004          | Doporučené postupy pro koexistenci (Údržba 802.16.2-2001 a P802.16.2a) | Aktuální  |
| 802.16-2004/Cor 1-2005 | Opravy pro pevný provoz | Nahrazeno |
| 802.16e-2005           | Mobilní širokopásmový bezdrátový přístupový systém | Nahrazeno |
| 802.16k-2007           | Přemostění 802.16 (změna na IEEE 802.1D) | Aktuální  |
| 802.16-2009            | Rozhraní pro pevný a mobilní širokopásmový bezdrátový přístupový systém | Aktuální  |
| 802.16h-2010           | Vylepšení koexistence mechanismů pro licence-výjimky operací | Aktuální  |
| 802.16m-2011           | Vylepšené rozhraní pro data s rychlostí 100 Mbit/s v mobilní síti a 1 Gbit/s v pevné síti. Také známo jako Mobile WiMAX Release 2 nebo WirelessMAN-Advanced. Cílem ITU-R IMT-Advanced je plnění požadavků na 4G systémy. | Aktuální  |